# Frederico Figueiredo
Frederico Jose Oliveira Figueiredo (São Sebastião da Pedreira, 25 mei 1991) is een Portugees voormalig wielrenner die onder meer reed voor Glassdrive Q8 Anicolor. Figueiredo won in 2020, 2021 en 2022 het eindklassement van de Trofeo Joaquim Agostinho.

## Belangrijkste overwinningen
2013
Bergklassement Ronde van Madrid, beloften
2020
2e etappe Trofeo Joaquim Agostinho
Eindklassement Trofeo Joaquim Agostinho
2021
1e etappe Trofeo Joaquim Agostinho
Eind- en puntenklassement Trofeo Joaquim Agostinho
4e etappe Ronde van Portugal
2022
3e etappe Trofeo Joaquim Agostinho
Eind,- berg- en puntenklassement Trofeo Joaquim Agostinho
5e etappe Ronde van Portugal
Bergklassement Ronde van Portugal
2023
Bergklassement Ronde van Cova da Beira
3e etappe Trofeo Joaquim Agostinho
Punten- en bergklassement Trofeo Joaquim Agostinho

## Ploegen
- 2014 –  Rádio Popular
- 2015 –  Rádio Popular ONDA Boavista
- 2016 –  Rádio Popular Boavista
- 2017 –  Sporting Clube de Portugal-Tavira
- 2018 –  Sporting Clube de Portugal-Tavira
- 2019 –  Sporting Clube de Portugal-Tavira
- 2020 –  Atum general-Tavira-Maria Nova Hotel
- 2021 –  Efapel
- 2022 –  Glassdrive Q8 Anicolor
- 2023 –  Glassdrive Q8 Anicolor
- 2024 –  Sabgal / Anicolor